# Caloenas maculata
La paloma de Liverpool o paloma de manchas verdes (Caloenas maculata) es una especie extinta de ave columbiforme de la familia Columbidae, de procedencia indeterminada. Es conocida por un único espécimen depositado en el Museo Nacional de Liverpool. Se cree que este ejemplar fue recolectado en la Polinesia Francesa, posiblemente en Tahití, entre 1783 y 1823.

## Taxonomía
A pesar de ser conocida por un único ejemplar, la clasificación taxonómica de la especie pudo deducirse en 2014 a través de la secuenciación de su ADN. La posición de la especie dentro de la familia quedaría de la siguiente manera.
|       | Didunculus strigirostris                                          |
|       |                                                                   |
| Goura | \| \| Goura victoria \| \| \| \| \| \| Goura cristata \| \| \| \| |
|       | \| \| Goura victoria \| \| \| \| \| \| Goura cristata \| \| \| \| |
|       | Goura victoria                                                    |
|       |                                                                   |
|       | Goura cristata                                                    |
|       |                                                                   |

|  | Goura victoria |
|  |                |
|  | Goura cristata |
|  |                |

|  | Raphus cucullatus    |
|  |                      |
|  | Pezophaps solitarius |
|  |                      |

|  | Caloenas maculata   |
|  |                     |
|  | Caloenas nicobarica |
|  |                     |

|  | Raphus cucullatus    |
|  |                      |
|  | Pezophaps solitarius |
|  |                      |

|  | Caloenas maculata   |
|  |                     |
|  | Caloenas nicobarica |
|  |                     |

|       | Didunculus strigirostris                                          |
|       |                                                                   |
| Goura | \| \| Goura victoria \| \| \| \| \| \| Goura cristata \| \| \| \| |
|       | \| \| Goura victoria \| \| \| \| \| \| Goura cristata \| \| \| \| |
|       | Goura victoria                                                    |
|       |                                                                   |
|       | Goura cristata                                                    |
|       |                                                                   |

|  | Goura victoria |
|  |                |
|  | Goura cristata |
|  |                |

|  | Raphus cucullatus    |
|  |                      |
|  | Pezophaps solitarius |
|  |                      |

|  | Caloenas maculata   |
|  |                     |
|  | Caloenas nicobarica |
|  |                     |

|  | Raphus cucullatus    |
|  |                      |
|  | Pezophaps solitarius |
|  |                      |

|  | Caloenas maculata   |
|  |                     |
|  | Caloenas nicobarica |
|  |                     |

## Descripción

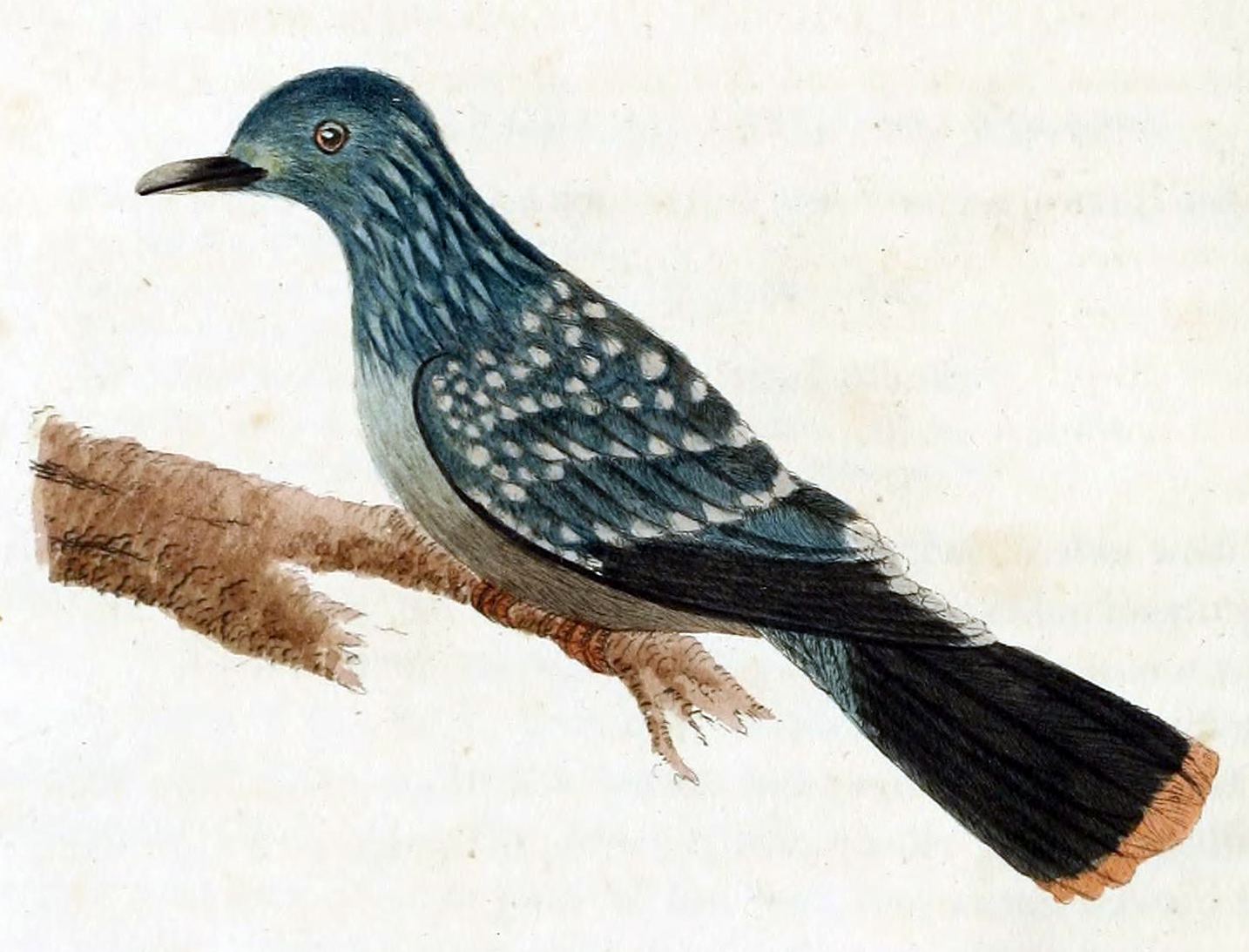
Ilustración de 1823

La paloma de Liverpool fue mencionada por primera vez en el trabajo A General Synopsis of Birds (1783) de John Latham y científicamente denominada por Johann Friedrich Gmelin en 1789. 
Alcanzaba una longitud de 32 cm. El plumaje era de un profundo color verde botella y el cuello se caracterizaba por contar con plumas alargadas. Las alas y las plumas posteriores estaban salpicadas con manchas triangulares blanquecinas y la banda terminal de la cola era de color amarillento. Las patas eran rojizas, sus alas llegaban a medir alrededor de 22,5 cm y la cola alrededor de 12,6 cm. Sus ojos aparentemente eran rojos, basándose en la descripción de Latham y en la pintura roja que queda en el espécimen de Liverpool.
Basándose en la presencia de las elongaciones en las plumas del cuello, John Latham supuso una relación filogenética con la paloma de Nicobar y Lord Rothschild la clasificó como simplemente un ejemplar aberrante de esa misma especie.

## Estatus
El origen de la especie y las causas de su extinción permanecen inciertas. Los científicos han propuesto que esta especie viviera en una isla con pocos depredadores, teniendo en cuenta el reducido tamaño de sus alas. Es probable que viviera en un bosque, basándose en su coloración verde. 
El ornitólogo David Gibbs ha propuesto que este pájaro pudiera haber sido recolectado de una isla del Pacífico, debido a algunos relatos contados por nativos de Tahití en 1928 en los que se mencionaba un pájaro verde con manchas blancas llamado «tití», el cual podía muy bien haber sido esta paloma.
BirdLife International añadió a la paloma de Liverpool a la lista de especies extintas en 2008.